# Militärpolitik
Die Militärpolitik oder Verteidigungspolitik, verkürzt auch als Kriegspolitik bezeichnet, ist organischer Bestandteil der Gesamtpolitik und Teil der Sicherheitspolitik. Sie umfasst die Verwirklichung des äußeren Schutzes des Staates mit militärischen Mitteln und wird beeinflusst durch die politischen Interessen von sozialen Gruppen (Nationen, Staaten, Staatengruppen), Parteien und anderen gesellschaftlichen Institutionen.
Die Militärpolitik bestimmt die grundlegenden Ziele, die auf die Schaffung der Militärorganisation, auf die Vorbereitung und den Einsatz von Kräften und Mitteln bewaffneter Gewalt zur Landesverteidigung (Bündnisverteidigung) oder zur Erreichung anderer politischer Ziele gerichtet sind. Strategische Studien in der Politikwissenschaft und die Friedensforschung begleiten den Prozess der Zielbestimmung.
Die Grundelemente der Militärpolitik werden je nach Staatsform durch die entsprechenden Staatsgewalten bestimmt und treten in den Streitkräften und den anderen Organen der Landesverteidigung eines Staates oder einer Militärkoalition in Erscheinung.
Diese Ziele und die daraus abgeleiteten Aufgaben werden in den meisten Staaten in eine Militärdoktrin, Nationale Sicherheitsstrategie / Strategie der nationalen Sicherheit, Verteidigungspolitische Richtlinien u. a. gefasst und im engen Zusammenspiel mit der Außenpolitik in der praktischen Politik konkretisiert.

## Begriffsgeschichte
Der Begriff Militärpolitik lässt sich im vorderen Wortteil von der frühen antiken Herkunft des Sammelbegriffs das Militär aus dem Lateinischen (von lateinisch militaris – ‚soldatisch‘, den ‚Kriegsdienst betreffend‘ sowie miles – Soldat) ableiten. Bereits vor dem 18. Jahrhundert wurde mit „Militär“ (entlehnt vom franz. militaire) allgemein jene Erscheinungsform gesellschaftlicher (sozialer) Aktivität bezeichnet, bei der sich Menschen(gruppen) in Staaten bewaffnen, um mit Gewalt ihre politischen Ziele umzusetzen.
Der hintere Wortteil stammt von „politisch“ (entlehnt von franz. politique) aus lateinisch polīticus (entlehnt aus altgriechisch Πολιτικά, griech. polīitikós, zu griech. polites ‚Bürger, Staatsbürger‘ umgeformt). Das Wort bezeichnete in den Stadtstaaten des antiken Griechenlands alle diejenigen Tätigkeiten, Gegenstände und Fragestellungen, die das Gemeinwesen – die Polis – betrafen. Das Wort „Politik“ (griechisch politiká) findet sich als Titel eines Hauptwerks des antiken Philosophen Aristoteles und kann als „Dinge, die die Stadt betreffen“ bzw. die „politischen Dinge“ übersetzt werden.
Die Herkunft des Begriffs Militärpolitik ist eng mit Militärwesen verknüpft. Am Übergang des 19./20. Jahrhunderts verstand man unter Militärwesen den Gesamtkomplex der bewaffneten Macht eines Staatswesens, alle Themen in Bezug auf die bewaffneten Verbände und Soldaten selbst (das Militär, im Besonderen die Streitkräfte). Hinzu kamen folgerichtig die rechtlichen Rahmenbedingungen (Wehrrecht, nationales und Kriegsvölkerrecht, militärische Verträge und Abkommen) und die Militärpolitik. Das Verständnis wurde sogar auf die militärischen Traditionen und Gebräuche ausgedehnt.

## Merkmale der Militärpolitik
Die Militärpolitik stützt sich auf die Analyse und Beurteilung
- möglicher Risiken, Gefahren und Bedrohungen für das eigene Gemeinwesen (Staat, Nation, Staatengruppe, Verbündete);
- der Kräfte und Mittel der wahrscheinlichen Gegner, deren Militärpotenziale und vermutlichen Absichten in allen Sphären;
- der Chancen zur Verhinderung des Einsatzes von Massenvernichtungsmitteln (nuklearen, chemischen, biologischen);
- der Möglichkeiten zur Verhütung von bewaffneten Konflikten (Kriegen) mit politischen Mitteln, ohne bewaffnete Gewalt;
- aller Faktoren, die eine entscheidende Rolle im Verlauf und für den Ausgang von bewaffneten Konflikten (Kriegen) einnehmen können;
- der Entwicklungsperspektiven für Waffensysteme, Technologien im Cyberraum und Ausrüstung sowie der daraus abgeleiteten Handlungsstrategien;
- der Möglichkeiten zur militärischen Ausbildung personeller Reserven und für den Anlassfall die Mobilmachungsvorbereitung des Staates.[7]

Die politische Staatsgewalt bestimmt die Grundlinien der Militärpolitik, die hauptsächlich auf die Landesverteidigung, d. h. den Schutz des Staates (der Staatengruppe) nach außen und die internationalen Vertragsverpflichtungen für die Außen- und Sicherheitspolitik gerichtet sind.
Die Realitäten des Atomzeitalters erfordern eine Militärpolitik, die der Verhütung eines Nuklearkrieges höchste Priorität einräumt sowie nukleare Rüstungsbegrenzung, Rüstungskontrolle und Abrüstung fortdauernd verfolgt.
Die Kriegsverhinderung, die Eindämmung bewaffneter Konflikte und Verhütung politischer Konflikte erhalten höchste Bedeutung. Die Ablösung der militärischen Gewaltmittel durch das politische Instrumentarium zur Konfliktlösung ist Gegenstand der Militärpolitik.
Die Schaffung von Systemen kollektiver Sicherheit (militärpolitische Bündnisse), ergänzt durch kooperative Sicherheitssysteme (z. B. der Rüstungskontrolle), gehört in das Aufgabenspektrum der Militärpolitik.

## Beispiele militärpolitischer Dokumente

### Verteidigungspolitik in der Europäischen Union
Auf Europäischer Ebene wurde im Jahr 1999 mit der Entscheidung zur Schaffung einer Gemeinsamen Sicherheits- und Verteidigungspolitik (GSVP) als Teil der bereits im Jahr 1993 geschaffenen Gemeinsamen Außen- und Sicherheitspolitik (GASP) der rechtliche Rahmen für den Aufbau einer gemeinsamen Verteidigung der Europäischen Union geschaffen.
Die Verteidigungspolitik der Bundesrepublik Deutschland unterliegt der parlamentarischen Kontrolle und ist verfassungsrechtlich geregelt.
Die Grundsätze der Verteidigungspolitik sind in den Verteidigungspolitischen Richtlinien niedergelegt, ehemals auch in der Konzeption der Bundeswehr und dem Weißbuch:
- Verteidigungspolitische Richtlinien. (PDF) Bundesministerium der Verteidigung, 9. November 2023, abgerufen am 14. November 2023.

- Das Weissbuch 2016. (PDF; 4,3 MB) Zur Sicherheitspolitik und zur Zukunft der Bundeswehr. 13. Juli 2016, abgerufen am 20. August 2019.

- Konzeption der Bundeswehr. (PDF, 325 kB) Juli 2018, abgerufen am 20. August 2019.

- Eckpunkte für die Zukunft der Bundeswehr vom 18. Mai 2021, abgerufen am 21. Mai 2021.

- Wehrhaft. Resilient. Nachhaltig. Integrierte Sicherheit für Deutschland. Nationale Sicherheitsstrategie. (PDF, 5257 kB) Juni 2023, abgerufen am 7. November 2023.

### Sicherheitsstrategie der Vereinigten Staaten
Die Nationale Sicherheitsstrategie der Vereinigten Staaten, en. National Security Strategy (NSS), stellt einen Bericht und eine Handlungserklärung der Bundesregierung der Vereinigten Staaten zur Sicherheitspolitik des Landes dar. Die Ausarbeitung einer solchen Strategie ist seit dem Jahr 1986 für jede Regierung gegenüber dem Kongress verpflichtend.
Zweck der Nationalen Sicherheitsstrategie ist laut der Grundlagendoktrin der United States Air Force, die Souveränität und Unabhängigkeit der Vereinigten Staaten mit ihren zugrundeliegenden Werten und Institutionen in intaktem Zustand zu garantieren.
Erstmals ist im Oktober 2022 in den Vereinigten Staaten ein sicherheitspolitisches Konzept zur ‘National Defense Industrial Strategy’, das heißt zur militärökonomischen Unterstützung der US-Streitkräfte erstellt worden. Im US-Verteidigungsministerium (U.S. Department of Defense, DoD) ist  die „Nationale Strategie für die Verteidigungsindustrie“ der USA verabschiedet und nach Jahresfrist im November 2023 veröffentlicht worden. Im Januar 2024 wurde eine Erläuterung als kurzgefasstes „Merkblatt“ des DoD nachgereicht: Die Strategie lege dazu „vier langfristige strategische Prioritäten fest, die als Richtschnur für industrielle Maßnahmen und die Priorisierung von Ressourcen zur Unterstützung der Entwicklung des modernisierten Ökosystems der Verteidigungsindustrie dienen sollen“.

### Sicherheitsstrategie und Militärpolitik Russlands
Ein überwölbendes, staatliches strategisches Konzept, das im Interesse der erweiterten Sicherheit die innen-, außen- und militärpolitischen Bereiche übergreifend zusammenführt, ist in der Russischen Föderation (RF) erstmals im Jahr 1996/97 entstanden. Seit 2015 war das übergreifende staatliche strategische Konzept die Strategie der nationalen Sicherheit vom Dezember 2015. Diese wurde im Juli 2021 außer Kraft gesetzt.
Die Strategie der nationalen Sicherheit der Russischen Föderation (2021) bildet den bisherigen Kulminationspunkt an Konzeptionen, die wichtige langfristige nationale Interessen und strategische Prioritäten hinsichtlich der Sicherheit in der Innenpolitik, Wirtschafts- und Sozialpolitik sowie in der Außen- und Sicherheitspolitik zusammenfassen.
Zur Militärpolitik der Russischen Föderation liegen die folgenden aktuellen Dokumente vor (Stand Juni 2020):
- die Militärdoktrin der Russischen Föderation vom Dezember 2014[15] sowie
- deren Ergänzung durch die Marinedoktrin der RF vom Juli 2015.[16] und
- das Grundlagendokument über Russlands Politik zur nuklearen Abschreckung (Juni 2020).[17]

Die militärpolitische Zusammenarbeit Russlands und Belarus‘ basiert auf den Vereinbarungen über die „Wichtigsten Richtungen der Umsetzung der Punkte des Vertrages über die Schaffung des Unionsstaates 2021–2023“, insbesondere auf der Militärdoktrin des Unionsstaates (2021), die am 4. November 2021 auf einer Sitzung des Obersten Staatsrates des Unionsstaates Russland–Belarus gebilligt wurde.
Die außenpolitische Flankierung erhält die Militärpolitik der RF durch die Konzeption der Außenpolitik der Russischen Föderation (März 2023). In ihrer Funktion als strategisches Planungsdokument gehört sie in eine ganze Reihe der Vorgängerdokumente (1993, 2000, 2008, 2013, 2016, 2023), ähnlich der Militärdoktrin oder der Marinedoktrin der RF. Außerdem erhielt sie die staatsrechtlich bedeutsame Zuordnung zur Verfassung der RF und zur Nationalen Sicherheitsstrategie (2021) durch ihre Bestätigung mit Erlass № 229 des Präsidenten Russlands am 31. März 2023.

### Militärpolitik Chinas
Zur Militärpolitik der Volksrepublik China wurde seit dem Jahr 1998 bereits neunmal ein „Weißbuch“ herausgegeben.
Durch Mitteilung des Informationsbüros des Staatsrates der Volksrepublik China wurde im Juli 2019 ein weiteres Weißbuch zur Militärstrategie unter dem Titel „Chinas Landesverteidigung im neuen Zeitalter“ bekannt gemacht und der Text in englischer Fassung bereitgestellt. Dieses ist das zweite Weißbuch, seit dem Amtsantritt von Präsident Xi Jinping vor mehr als sechs Jahren und liegt in einer gekürzten (dt.) Übersetzung vor.
Es tritt die Nachfolge an für das veröffentlichte (en.) und in gekürzter (dt.) Fassung vorliegende Weißbuch 2015 zu Chinas Militärstrategie.
Das Weißbuch 2019 nimmt einen besonderen Platz für die regierungsoffiziellen außen- und sicherheitspolitischen Aktivitäten Chinas im asiatisch-pazifischen Raum ein. Zu verweisen ist auf den engen Zusammenhang mit der veränderten politisch-strategischen Kursbestimmung durch die führende chinesische Partei. (Stand März 2020)
Das deutsche Presse-Echo hob hervor, dass der Ton im Weißbuch 2019 scharf sei. China erwäge immer noch eine Invasion Taiwans und werfe den USA destabilisierendes Verhalten auf der internationalen Bühne vor.